# Геноцид в Камбоджа
Геноцидът в Камбоджа (на кхмерски: របបប្រល័យពូជសាសន៍) е организиран и осъществен от тоталитарния комунистически режим на Червените кхмери, който е на власт в Камбоджа (Демократична Кампучия) между 1975 и 1979 г. Общо от 1,5 до 3 милиона души (една четвърт до повече от една трета от населението) са убити.
Гражданската война в Камбоджа води до създаването на Демократична Кампучия от Червените кхмери, които планират да създадат форма на аграрен социализъм, основан на идеалите на сталинизма и маоизма. Последвалите политики довеждат до принудително депортиране на населението от градските райони, изтезания, масови екзекуции, използване на принудителен труд, недохранване и болести. Геноцидът завършва през 1979 г. след виетнамската инвазия в Камбоджа. До днес са открити 23 745 масови гробове.

## Държавен терор
Органът за сигурност, наречен Сантебал, е част от организационната структура на Червените кхмери преди 17 април 1975 г., когато взимат контрола над Камбоджа. Син Сен, по-късно заместник министър-председател на отбраната на Демократична Кампучия, ръководи Сантебал.
Правителството на Червените кхмери арестува, изтезава и в крайна сметка екзекутира всеки, заподозрян в принадлежност към няколко категории предполагаеми „врагове“:
- Всеки, който има връзки с бившото правителство или с чужди правителства.
- Професионалисти и интелектуалци – на практика това включва почти всеки, който има образование, хора, които говорят чужд език и дори хора, които носят очила.[1] По ирония на съдбата и дори лицемерно, самият Пол Пот е учил в университет (макар и отпаднал) с вкус към френската литература и също така е говорил френски език. Много изпълнители, включително музиканти, писатели и филмови дейци са екзекутирани. Някои като Рос Серейотеа, Пан Рон и Син Сисамут печелят посмъртно слава за своите таланти и все още са популярни в Камбоджа.
- Етнически виетнамци, китайци, тайландци, камбоджански християни (повечето от които са католици), мюсюлмани и будистки монаси.
- „Икономически саботьори“: много от бившите градски жители (които на първо място не гладуват до смърт) се смятат за виновни, поради липсата на селскостопански способности.

През 1970-те години и особено след средата на 1975 г., партията също е разтърсена от фракционни борби. Има дори въоръжени опити за сваляне на Пол Пот. Последвалите чистки през 1977 г. и 1978 г., когато са екзекутирани хиляди, включително някои важни лидери на партията.
Днес примери за методите на изтезание, използвани от червените кхмери, могат да се видят в Музея за геноцида Туол Сленг. Музеят заема бившото основно училище, превърнато в затвор.
Около 17 000 души преминават през Туол Сленг, преди да бъдат отведени до полетата извън Пном Пен (известни като Полетата на смъртта), където повечето са екзекутирани и погребани в масови гробове. От хилядите, които са влезли в Туол Сленг е известно само за седем, че са оцелели. Туол Сленг е само един от 196-те затвора, експлоатирани от Червените кхмери.

## Геноцид над малцинствата
Между 327 000 и 541 000 етнически и религиозни малцинства в Камбоджа се смятат за убити по време на геноцида.
Режимът на Червените кхмери е срещу различните етнически групи, принудително преместване на малцинствени групи и забранява използването на малцинствени езици. Този опит за пречистване на камбоджанското общество по расови, социални и политически линии доведе до избиване на военните и политическите водачи на бившия режим, заедно с лидерите на индустрията, журналистите, студентите, лекарите и адвокатите, както и членове на виетнамски и китайски етнически групи.
Червените кхмери забраняват с декрет съществуването на етнически китайски, виетнамски, мюсюлмански и 20 други малцинства, които общо съставляват 15% от населението в началото на управлението им.
Под ръководството на Пол Пот, който е пламенен атеист, Червените кхмери имат политика на държавен атеизъм. Всички религии са забранени, а репресиите срещу изповядващите ислям, християнство и будизъм са големи. Между 25 000 до над 50 000 будистки монаси са избити от режима.

## Жертви
Точно броят на смъртните случаи от геноцида на червените кхмери е въпрос на противоречие – правителството, създадено след сваления режим на Пол Пот, претендира за 3,3 милиона жертви, докато според ЦРУ са екзекутирани около 150 000 души, а общото население е намаляло с 1,2 пъти, 1,8 милиона души, главно от глад. По-късните оценки дават около 1,7 милиона жертви.

## Трибунал
На 15 юли 1979 г., след свалянето на режима, новото правителство приема „Наредба № 1“. Това позволява процеса срещу Пол Пот и Иенг Сари за престъплението геноцид. На тях им е даден американски защитник, Хоуп Стивънс. Те са съдени задочно и осъдени за геноцид.
През януари 2001 г. народното събрание в Камбоджа приема законодателни актове, за да създаде трибунал за изслушване на членове на режима на Червените кхмери. Такъв съд е учреден като извънреден състав в съда на Камбоджа.
Трибуналът е критикуван за това, че е бавен, тъй като само трима души са осъдени. А друг, изправен пред трибунала умира по време на процеса, докато една пета не са в състояние да бъдат съдени.

## Отричане
Няколко месеца преди смъртта си на 15 април 1998 г., Пол Пот е интервюиран от Тейър. По време на интервюто той заявява, че има чиста съвест и отрича, че е отговорен за геноцида. Пот твърди, че „е дошъл да извърши борбата, а не да убива хора“. Според Алекс Алварес, Пот се представя като неразбрана и несправедливо злонамерена фигура.
През 2013 г. камбоджанският премиер Хун Сен приема закон, който прави незаконно отричането на камбоджанския геноцид и други военни престъпления, извършени от Червените кхмери.